# Johann Wenzel von Haugwitz
Johann Wenzel Graf von Haugwitz (geb. 1753 oder 1754; gest. 22. März 1813 in Breslau, Provinz Schlesien) war ein preußischer Geheimer Kriegsrat, Landrat und General-Landschaftsdirektor.

## Leben
Johann Wenzel von Haugwitz war ein Sohn des Wenzel von Haugwitz (1722–1780), Erbherr auf Pischkowitz und der Marie Helene, geb. Gräfin von Hartig. 1767 immatrikulierte er sich mit seinem Bruder Johann Anton von Haugwitz (1751–1819) in der Rhetorikklasse des Breslauer Jesuitengymnasiums. Nach seinem Eintritt in das Preußische Heer wurde er 1780 Fähnrich und später Leutnant im Dragoner-Regiment von Schmettau. Am 4. Juli 1790 wurde er mittels Ordre zum Landrat des Landkreises Breslau ernannt. Er trat damit die Nachfolge von Friedrich August von Riedel und Löwenstern an. 1794 wurde er Kriegs- und Domänenrat in der Kriegs- und Domänenkammer zu Breslau. 1797 trat er von seinem Amt als Landrat im Landkreis Breslau zurück, sein Nachfolger wurde Johann George Ferdinand von Oheimb. Johann Wenzel von Haugwitz wurde 1801 Geheimer Kriegsrat, 1804 General-Landschaftsdirektor von Schlesien und letztlich noch Universitätskurator der Universität Breslau. Von Haugwitz war ferner Erbherr auf Nimkau, Heydau und Frobelwitz (Kreis Neumarkt) und wohnte in Breslau, wo er am 22. März 1813 starb.

## Grafenstand
1780 wurden Johann Wenzel und sein älterer Bruder Johann Anton von Haugwitz in den Grafenstand erhoben.

## Familie
Johann Wenzel Graf von Haugwitz heiratete 1781 Elisabeth Louise Amalia, geb. von Bredow (1752–1802).